# 後寮 (南投縣)
後寮，原寫為後藔，是臺灣南投縣中寮鄉的一個傳統地域名稱，位於該鄉南部。相較於今日行政區，其範圍大致包括永福村南半部、崁頂村、廣興村。

## 歷史
台灣清治末期至日治初期，後寮地區為一街庄，稱為「後藔庄」，隸屬於南投堡。該庄北與二重溪庄、中藔庄、鄉親藔庄、八杞仙庄為鄰，東與鄉親藔庄為鄰，南邊為柴橋頭庄、集集街、隘藔庄，西邊為番仔藔庄。
1901年（日治明治三十四年）11月，全台廢縣廳改設二十廳，該庄隸屬於南投廳。1903年（明治三十六年）6月，該庄編入「八杞仙區」，隸屬於南投廳。1909年（明治四十二年）10月，合併二十廳為十二廳，八杞仙區仍隸屬於南投廳。1920年（大正九年），全台地方制度大改正，廢十二廳改設五州二廳，該庄改制並雅化為「後寮」大字，隸屬於臺中州南投郡中寮庄。
戰後中寮庄改制為中寮鄉，隸屬於臺中縣，大字亦改制為村。1950年10月，中、彰、投分治，中寮鄉改隸屬南投縣。

## 聚落
本地區發展較早的聚落有崩埤、崁仔頂、後藔坑、挑米坑、內湖、番仔吧、番仔吧頂城（頂城仔）等，在日治期初期的官方地圖上已有記載。此外，本地區尚有中湖、內湖（西）、凍鐵、六股、食蛇坑、挑米坑口、竹湖、下崙龍、崙龍、廣興、茄苳頂、湖桶、下城、半路寮等聚落。

## 交通
縣道139號（永平路、中集路）是彰化至鹿谷初鄉的道路，大致以北北西—南南東走向由本地區北部邊界中央地帶入境後蜿蜒而行，過羽衣橋後轉西南蜿蜒而行，其後再轉南蜿蜒以至出境。由該道路向北北西轉西北西可前往中寮市區（位於鄉親寮）、南投、芬園與員林／大村／花壇交界地帶、花壇與彰化交界地帶、彰化市區並止於省道台1線路口；向南可前往集集、鹿谷並止於縣道151號路口。
鄉道投27線（永平路、頂城巷、廣集路）是後寮至集集的道路，其北側端點位於本地區北部崁仔頂聚落南側的縣道139號路口。由此向東繞大彎轉東南再轉東蜿蜒而行，過頂城仔聚落後轉東北東再轉東南再轉西南再轉南，出境後可前往柴橋頭並止於省道台16線路口。

## 學校
- 廣英國小